# Caetano da Silva Sanches
Caetano da Silva Sanches (Cascais, ? — 15 de março de 1800) foi um administrador colonial português.
Foi governador geral da capitania do Rio Grande do Norte, de 12 de agosto de 1791 a 15 de março de 1800.